# Pleraplysilla spinifera
Espèce
Éponge épineuse blanche
L’éponge épineuse blanche (Pleraplysilla spinifera) est une espèce d’éponge de la famille des Dysideidae. Elle forme de petites colonies de l'ordre de quelques centimètres, ses conules ne dépassant pas quelques millimètres. Vivant protégée de la lumière directe, on peut trouver Pleraplysilla spinifera dans une zone allant de 5 à 50 mètres de profondeur.